# Tscherni Wrach
Der Tscherni Wrach (bulgarisch Черни връх; zu Deutsch: Schwarzer Gipfel) ist mit 2290 m der höchste Berg des Witoschagebirges.

## Details
Damit ist das Witoschagebirge mit dem Tscherni Wrach das vierthöchste Gebirge Bulgariens, nach dem Rilagebirge mit dem Gipfel Musala (2925 m), dem Piringebirge mit dem Gipfel Wichren (2914 m) und dem Balkangebirge mit dem Gipfel Botew (2376 m).
In unmittelbarer Nähe des Gipfels gibt es eine meteorologische Station. 1,4 km vom Gipfel entfernt, auf dem Gipfel Malak Resen (2191 m), liegt die Bergstation des Romanski-Sessellifts. Die Talstation liegt in Schtastliweza, einem Ausflugs- und Skigebiet. Es führen mehrere Skipisten ins Tal.
Der eigentliche Gipfel des Tscherni Wrach liegt auf einem relativ flachen Hochplateau, über das er sich nur geringfügig erhebt, und ist fast ohne nennenswerten Aufstieg von der Bergstation aus zu erreichen.
Vom Gipfel aus bietet sich eine sehr gute Aussicht nach Norden, auf Sofia und die gesamte Sofiaebene und das dahinter in der Ferne liegende Balkangebirge.
Da der Gipfel in der Nähe der Hauptstadt Sofia liegt, wird er von sehr vielen Touristen besucht.
Der Tscherni Wrach gehört zu den 100 nationalen touristischen Objekten Bulgariens, einer Initiative des Bulgarischen Tourismusverbandes.
Unmittelbar im Nordwesten schließt sich das Naturreservat Torfeno Branischte an. In der näheren Umgebung des Gipfels sind einige ausgedehnte Blockhalden, die hier als „Steinflüsse“ bezeichnet werden oder auch fälschlich als Moränen. Hier haben auch die Flüsse Wladaja und Bojana (fließen nach Norden ab) und Struma (fließt nach Süden ab) ihr Quellgebiet.
Der Gipfel ist Teil der Wasserscheide zwischen dem Schwarzen Meer und dem Mittelmeer. Vom Nordhang des Gipfels fließt das Wasser in den Iskar und weiter in die Donau und das Schwarze Meer ab, während das Wasser vom Südhang in den Struma-Fluss und das Ägäische Meer fließt.
Die Wetterstation auf dem Gipfel wurde 1935 erbaut, ein Jahr nachdem das Witoschagebirge zum Nationalpark erklärt wurde.
Die Wetterstation bietet keine Möglichkeit zum Übernachten, dient jedoch bei schlechtem Wetter als Schutzhütte. Hier gibt es eine Cafeteria, die auch warme Mahlzeiten anbietet. Auf dem Gipfel ist auch ein Rettungsteam der Bergwacht stationiert.
Die nächstgelegene Berghütte ist die Berghütte Aleko, die 3 km nach Nord-Nord-Ost liegt, die bequem über einen Lift sowie Landstraße von Sofia aus erreichbar ist. Es besteht regelmäßiger Busverkehr nach Sofia. Die zweite Berghütte in der Nähe des Tscherni Wrachs ist die Berghütte Kumata, die 5,5 km im Nordwesten liegt, auf 1725 m Höhe.
Auf dem Gipfel ist es oft sehr windig. Mit 9,3 m/s mittlerer Windgeschwindigkeit wird der Gipfel in Bulgarien nur noch vom Murgasch-Gipfel im Balkangebirge übertroffen, wo eine mittlere Windgeschwindigkeit von 10,3 m/s gemessen wird.
Der Legende nach wurde der Gipfel erstmals 181 v. Chr. von Philipp V. von Makedonien bestiegen.
Auf dem Gipfel wurde am 27. August 1895 der Bulgarische Tourismusverband gegründet. Dazu wurde der Gipfel von 300 Touristen bestiegen, unter denen auch die Schriftsteller Iwan Wasow und Aleko Konstantinow waren. Der letztere war auch der Initiator der Initiative. Da dieses Datum als die Geburtsstunde des bulgarischen Tourismus gilt, werden jährlich an diesem Tag große Wanderungen zum Gipfel organisiert.

## Galerie

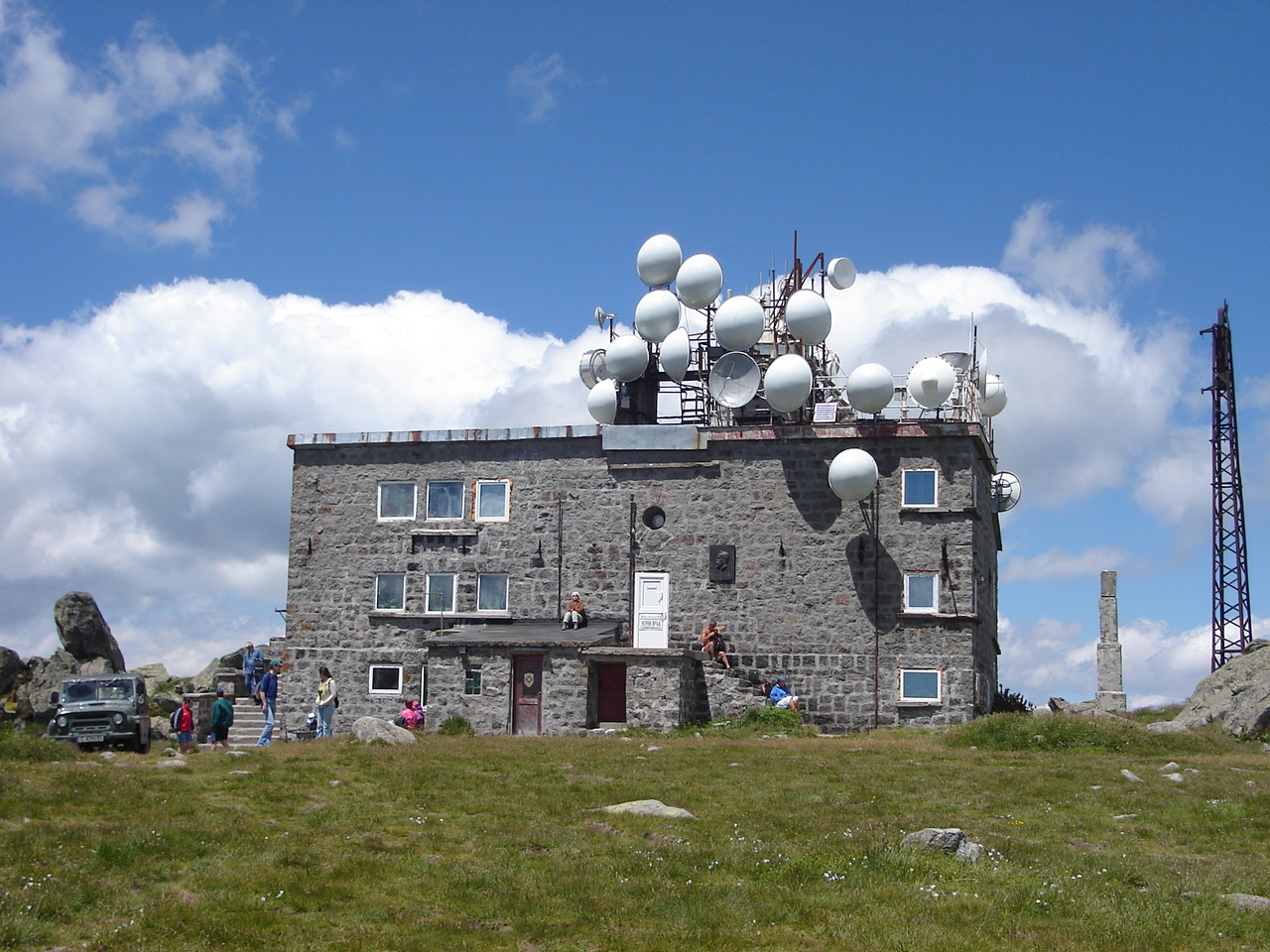
Die Wetterstation am Tscherni Wrach
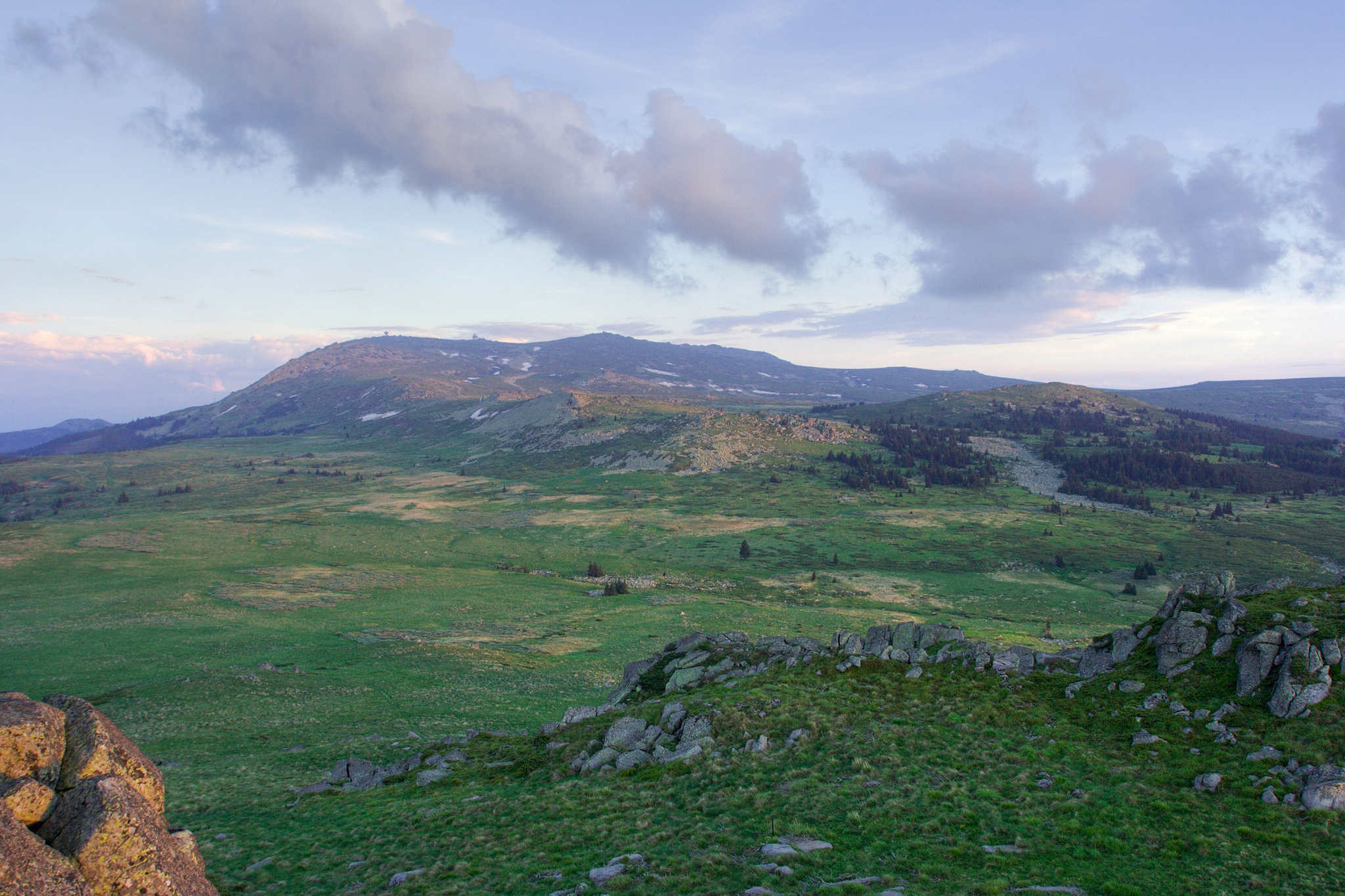
Blick vom Westrand des Hochplateaus des Witoschagebirges zu den Gipfeln Malak Resen, Goljam Resen und Tscherni Wrach
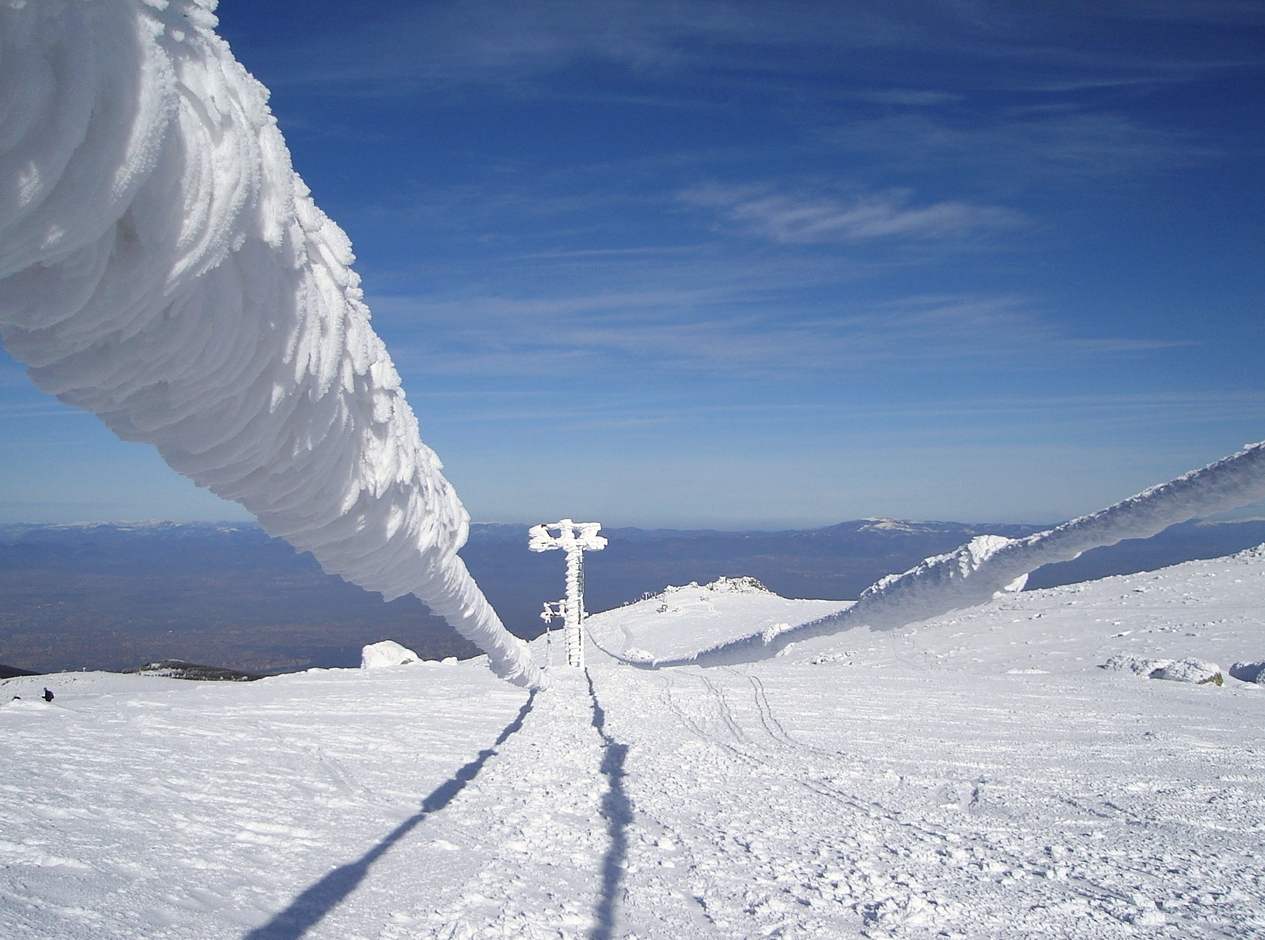
Eine winterliche Skipiste am Nordhang des Tscherni Wrach mit Skilift
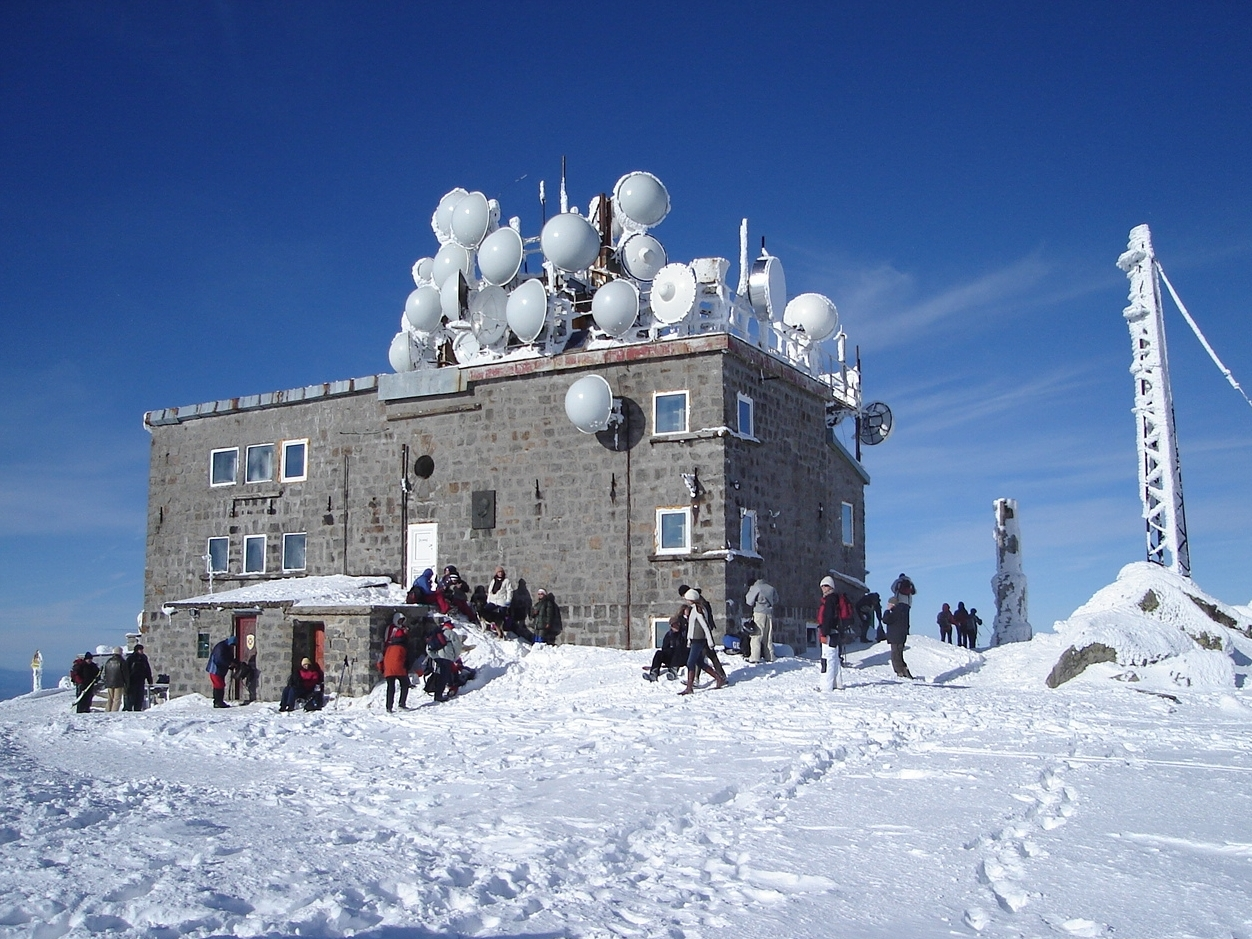
Der Gipfel mit Wetterstation im Winter
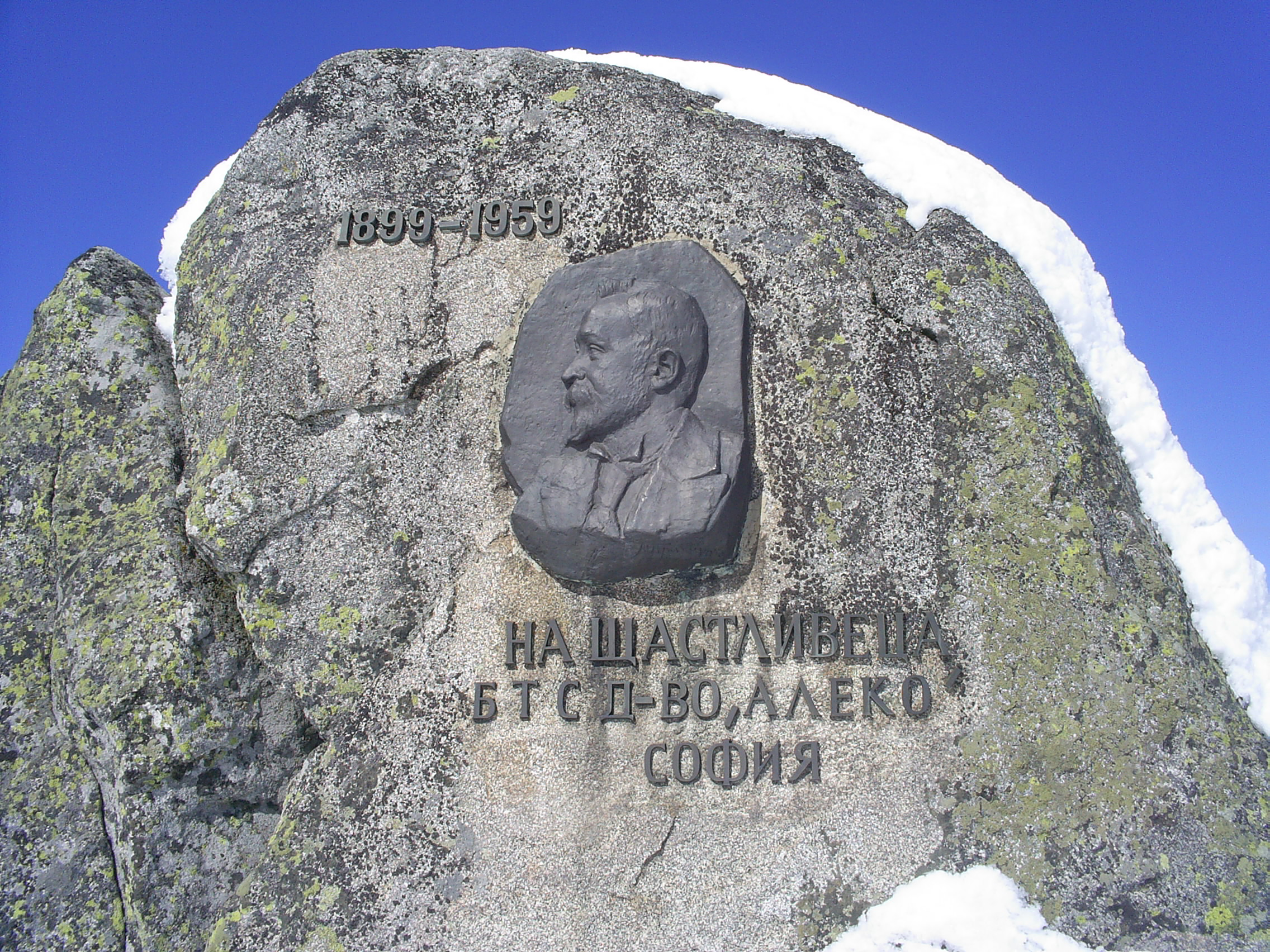
Denkmal von Aleko Konstantinow auf dem Gipfel

## Name
Die Etymologie des Namens, zu deutsch: Schwarzer Gipfel, ist unsicher. Populär ist die Erklärung, dass die schwarze Farbe des Felsens am Gipfel namensgebend war.
Einer anderen Meinung nach stammt der Name von den dunkel aussehenden Bergkiefern her, die das Hochplateau bedeckten, bis sie im Mittelalter niedergebrannt wurden, um mehr Weideplatz für die Schafherden zu schaffen.
Heute gibt es nur sehr wenige Gruppen von Bergkiefern in der Nähe des Tscherni Wrach. Trotz der Anstrengungen, ihre Ausbreitung zu fördern, erholen und dehnen sich ihre Bestände nur sehr langsam aus.